# 石井大裕
石井 大裕（いしい ともひろ、1985年6月5日 - ）は、TBSテレビのアナウンサー。

## 来歴・人物
東京都大田区出身。テニス選手を志していたが、怪我がきっかけでプロの道を断念した後に、2010年TBSテレビへ入社。入社後はアナウンサーとして勤務するかたわら、2014年から、当時同社営業局に勤務していた実兄・大貴（ともたか）と共に、音楽ユニット「Well stone bros.」（ウエルストーンブラザーズ）のボーカルとしても活動している。
学生時代はテニスに励み、小学校6年時に東京都ジュニアテニス大会の12歳以下部門で優勝。「修造チャレンジトップジュニア」（松岡修造が日本国内の男子有望ジュニア選手を対象に開催しているテニスのキャンプ）に参加した。同キャンプでは、主将を務めたことから、自身と共に参加した錦織圭も年上の石井に憧れたという。また、ITFジュニアサーキット大会も転戦。16歳のころにはセルゲイ・ブブカの家に居候していた。2002年（平成14年）の世界スーパージュニアテニス選手権大会ダブルスではセルゲイ・ブブカ・ジュニアと組んでベスト4に進出し、ジェイミー・マレーと組んで出場したタイの国際ジュニア大会ダブルスで優勝。慶應義塾高等学校3年時の全日本ジュニア選抜室内テニス選手権シングルスではノーシードでの出場ながら準優勝を果たす等の実績を残す。
その後慶應義塾大学法学部政治学科に進学。学生時代にはアマチュアテニス選手としてITFフューチャーズ大会に挑戦していた時期があり、2003年からの2年間で3大会に出場するもダブルスでATPポイントを1ポイント獲得するに留まり(ダブルス自己最高位は2005年7月に記録した1691位であった)、負傷も相次いだことから2006年にテニスの道を断念した。

### TBSアナウンサーとしての活動
テニスの第一線から退いた後に、アメリカで『J-SPO』（当時TBSテレビで週末に放送されていたスポーツ番組）の契約スタッフとして勤務。これが事実上のインターンとなったことから、2010年（平成22年）にアナウンサーとして同局に採用された。
2011年（平成23年）1月2日放送のTBSラジオの新春特番『ハイウェイリクエスト』で、かつてのテニスの師匠・松岡修造と久々に対面した。同年以降は、テニス選手だった経験を踏まえて、TBSテレビが地上波およびBS-TBSによる日本国内での放送権を独占的に保有する東レ パン・パシフィック・オープン・テニストーナメントの取材を担当。
2014年（平成26年）の全米オープンテニスでは、錦織が準決勝に進出したことを受けて、急遽ニューヨークに派遣。スポーツキャスターを務める『あさチャン!』（後述）および、当時の後枠番組『いっぷく!』において、錦織が出場した準決勝・決勝の経過報告や解説を担当した。
プロ野球中継では、2011年にTBSラジオ制作・系列局への裏送り中継のリポーターを担当。2012年4月6日のロッテ対日本ハム戦（QVCマリン・HBCラジオへの裏送り）で実況デビューを果たした。2013年（平成25年）には、TBSテレビのワールド・ベースボール・クラシック中継でベンチリポーターを担当。準決勝の日本対プエルトリコ戦、オランダ対ドミニカ共和国戦の中継では、ドミニカ共和国代表のフェルナンド・ロドニーおよびロビンソン・カノに対して、試合後に英語でインタビューを敢行した。
2014年3月31日から2019年3月29日までは、スポーツアナウンサーとしての活動を続けながら、TBS系列の全国ネット番組『あさチャン!』でスポーツキャスターを担当。担当初期には、同期の佐藤（当時はニュースキャスター）と共演していた。その一方で、前述の2014年全米オープンテニス以外にも、2014　FIFAワールドカップ期間中には開催国のブラジル、2015年世界陸上競技選手権大会期間中には開催地の北京へ派遣。2015年（平成27年）には、松岡および坂井利彰との共同執筆による自身初の著書「錦織圭　限界を突破する瞬間（とき）」が、角川学芸出版から発売された。
2017年（平成29年）には、金曜ドラマ1 - 3月期作品の『下剋上受験』で、作品のPRを目的に制作された特別番組・スポットCMのナレーターを担当。2月24日放送分の第7話では、メインキャストの小学5年生・桜井佳織（演：山田美紅羽）が通う小学校の体育教師・大久保役で登場した。石井自身は、以前にもアナウンサー役でテレビドラマへ出演した経験を持つが、テレビドラマで本格的に演技を披露したのはこの作品が初めてである。また、重光昭夫（当時は韓国ロッテグループの会長）の次女と結婚した。
2019年（令和元年）6月3日からは、スポーツアナウンサーとしての活動と並行しながら、『news23』のスポーツキャスターを担当。2022年（令和4年）4月2日からは、『S☆1』（週末のスポーツ情報番組）のメインキャスターへ異動している。
2023年（令和5年）には、世界陸上ブダペスト大会（8月19日 - 27日に開催）と第19回アジア競技大会（中華人民共和国の杭州市で9月23日 - 10月8日に開催）において、TBSテレビが日本の国内向けに制作する中継番組のメインキャスターを先輩アナウンサーの江藤愛と共同で務めることが発表されている。世界陸上中継では2015年の北京大会から2022年のオレゴン大会まで4大会連続で「フィールドキャスター」を担当してきたが、TBSテレビが日本国内での放送権を最初に取得した1997年のアテネ大会から25年間（延べ13大会）にわたってメインキャスターを務めてきた織田裕二（俳優・歌手）と中井美穂（フリーアナウンサー）が、オレゴン大会で揃って卒業したことを受けてメインキャスターに抜擢された。

### 音楽ユニット「Well stone bros.」での活動
実兄の大貴は、3歳年上で大裕より先にTBSへ入社。入社後に、メンバー全員が現役の会社員であるボーカルユニット「√9（ルートナイン）」へ参加すると、2009年にオリジナル楽曲の「HOME」で配信デビューを果たした（同ユニットでの名義は「ちゃん石井」）。
大裕の入社2年目である2011年からは、大貴と共に、岡田幸文（2018年まで外野手として千葉ロッテマリーンズでプレー）との交流を始めた。利き腕である左腕の肘の故障で日本大学を中退した岡田は、全足利クラブでのプレーやロッテの育成選手を経て、同年から一軍に定着。その苦労に感銘を受けた2人は、「石井兄弟」を英語風に表現した「Well stone bros.」という名義で、岡田のために「Go for it」という楽曲を作った（制作上のクレジットは「Well stone bros feat. 我武者羅應援團」）。この曲は、千葉ロッテ球団からの公認を経て、2013年に同球団主催試合で岡田が打席に入る際の登場曲に使われた。
2014年には、岡田の新しい登場曲として「OVERCOME」を制作した。4月2日は、音楽ユニット「Well stone bros.」として、この曲でavex traxからメジャーデビュー。「OVERCOME」と共にデビューシングルに収録された「VICTORY」も、TBS主催のイベント「ママサカス2014」のテーマソングや、『COUNT DOWN TV』（TBSテレビの音楽番組）の4月度エンディングテーマ曲に採用された。2015年にも、岡田の登場曲として、「To Be A Hero!!」という楽曲を提供している。

## TBSアナウンサーとしての担当番組
特記のない番組は、いずれもTBSテレビで放送。

### 現在
- S☆1（メインキャスター、2022年4月2日 - ）

#### スポーツ中継
- SAMURAI BASEBALL - 初実況は2012年5月28日のセ･パ交流戦横浜DeNA対オリックス戦
- 東レ パン・パシフィック・オープン・テニストーナメント中継 - 取材および実況を担当
- バレーボール中継 - 主に日本代表が絡まない試合を担当
- 東日本実業団対抗女子駅伝 - 中継所実況（2011年は第3中継所、2012年は第2中継所）を担当
- 水上の挑戦者スペシャル
- SASUKE - 第28回（2012年12月27日）・29回（2013年6月27日）・30回（2014年7月3日）実況担当
- 2014 FIFAワールドカップ - サッカー日本代表取材のためブラジルへ派遣
- リオデジャネイロオリンピック2016 - 現地キャスター・リポーター
- 世界陸上競技選手権大会（TBSテレビが日本向けに制作する全国ネットの中継番組）
  - 2015年大会（北京）：フィールドキャスター（日本代表および英語を話せる他国代表選手への競技後インタビューを主に担当）
  - 2017年大会（ロンドン）：同上
  - 2019年大会（ドーハ）：同上
  - 2022年大会（オレゴン）：フィールドキャスター兼ハイライト番組の進行
    - フィールドキャスターとしては、競技会場のミックスゾーンにおいて、4大会を通じて世界59ヶ国の762選手を取材[15]。

  - 2023年大会（ブダペスト）：メインキャスター
    - 前任者の織田裕二と違って「動く総合司会」という役割を担っている関係で、ウォーミングアップエリアからのリポートや、ミックスゾーンでのインタビューも随時任されている[20]。
- アジア競技大会（TBSテレビが日本向けに制作する全国ネットの中継番組）
  - 2014年大会（韓国仁川） - 現地キャスター
  - 2018年大会（ジャカルタ） - 同上
  - 2023年大会（中国・杭州） - メインキャスター（予定）

### 過去

#### テレビ
- JNNフラッシュニュース
- Nスタ日曜版（2013年4月7日） - 赤荻歩不在時のキャスター代理
- はなまるマーケット - はなまるアナ
- 下剋上受験（2017年） - 大久保教諭 役[12]。
- あさチャン! （2014年3月31日 ‐2019年3月29日）
- インハンド（2019年） ‐ 石井大裕（本人役）
- 炎の体育会TV
- news23（スポーツキャスター／月～金）（2019年6月3日 - 2022年3月25日）
- ゴゴスマ -GO GO!Smile!-（CBCテレビ、2025年6月4日）- 世界陸上の告知

#### ラジオ
- TBSラジオ エキサイトベースボール（2017年限りで放送を終了） - 主にベンチリポートを担当したが、系列局向け裏送り分は2012年から実況も担当。
- サタデースポーツ&ニュースパーソナリティ（TBSラジオ、2012年4月 - 9月 / 2013年10月 - ）
  - 2015年3月までは単独でレギュラーパーソナリティを担当したが、2014年以降スポーツ関連の取材などで休演することが多くなったため、2015年4月からは他のスポーツアナウンサーと交互に週替わりで出演。
- 土曜朝イチエンタ。堀尾正明+PLUS!（TBSラジオ、2012年7月28日） - ロンドン五輪取材に伴い堀尾正明不在時のパーソナリティ代行。
- 荒川強啓 デイ・キャッチ!（TBSラジオ、2015年7月31日） - 夏季休暇中の荒川強啓に代わってパーソナリティを担当。
- 森本毅郎 スタンバイ!「スポーツスタンバイ」（TBSラジオ、不定期）
- 朗読のミカタ（TBSラジオ制作でJRN全国ネット、2023年1月16 - 19日）
  - 自身がテニス選手であったことに加えて、全豪オープンの開催期間中に放送されることから、日本テニス協会から発行されている『テニスルールブック 2022』に記された内容を放送用に手直しした文章を朗読した。
- High School a Go Go!!（TBSラジオ、2017年11月6日 - 2023年3月）[21]

## その他出演

### CM
- 動画配信サービス「Paravi（パラビ）」（2018年、プレミアム・プラットフォーム・ジャパン）[22]

## 著書
- 「錦織圭 限界を突破する瞬間」（松岡修造・坂井利彰との共著、2015年6月24日初版刊行、角川学芸出版）ISBN 978-4046213396

## 「Well stone bros.」名義でのリリース曲
- 「OVERCOME」（2014年4月2日、avex trax） - シングルCDのジャケットや、ミュージックビデオには、岡田が千葉ロッテのホームゲーム用ユニフォーム姿で登場している。2017年には、6月28日にリミックスバージョンをリリース。
- 「To Be A Hero!!」（2015年4月1日、avex trax） - インターネット限定で音源を配信
- 「HIKARE」（2015年4月1日、avex trax） - 「ママサカス2015」のテーマソングで、インターネット限定で音源を配信。
- 「目を覚ませ」（2015年10月14日、avex trax） - 前述したコラボレーションシングル企画の第1弾として、アマチュアレスリング選手の吉田沙保里が参加。「Well stone bros. feat. 吉田沙保里」名義で、2015年9月9日からインターネットでの配信を開始した[23]。

## 同期入社
- 小林悠（2016年退社）
- 佐藤渚（2017年退社）
- 高柳健人
- 浜田諒介